# Schistosoma mansoni
Schistosoma mansoni és una espècie de platihelmint trematode de las subclasse dels digenis, paràsit d'animals i d'humans, un dels agents infecciosos causants de l'esquistosomosi.
Es distingeixen d'altres trematodes per tenir els sexes separats (la majoria dels trematodes són hermafrodites). El cicle de vida inclou a dos hostes: l'home (hoste definitiu) i un mol·lusc (hoste intermediari). És l'únic agent etiològic causant de esquistosomosi a Amèrica Llatina.

## Morfologia
De la mateixa manera que la resta dels trematodes, Schistosoma mansoni té un cos aplanat, no segmentat, revestit per tegument sincitial el qual és metabòlicament actiu en l'absorció de nutrients. Tenen un aparell digestiu incomplet, sense anus.